# Frosta (Norwegen)
Frosta ist eine Kommune im norwegischen Fylke Trøndelag. Die auf einer Halbinsel gelegene Kommune hat 2661 Einwohner (Stand: 1. Januar 2025). Verwaltungssitz ist der gleichnamige Ort Frosta.

## Geografie

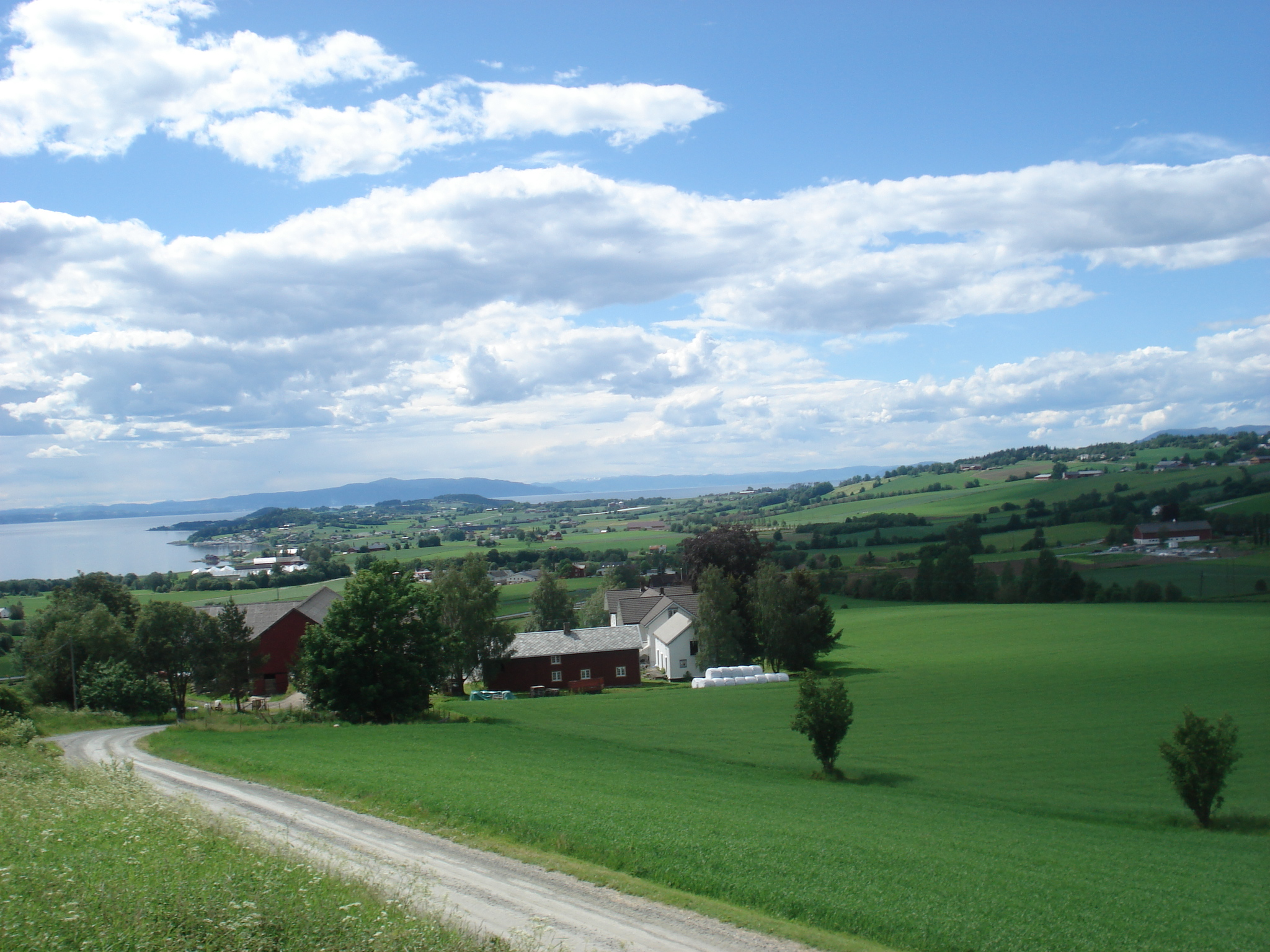
Blick auf Frosta

Die Kommune Frosta liegt auf einer Halbinsel, die sich in Richtung Südwesten in eine Fjordlandschaft erstreckt. Im Nordwesten der Halbinsel liegt der Trondheimsfjord, im Südosten der Åsenfjord. Neben der Halbinsel gehört auch die im Trondheimsfjord gelegene Insel Tautra zu Frosta. Im Nordosten von Frosta besteht eine Landgrenze zur Kommune Levanger. Die Grenze zu Indre Fosen verläuft nördlich von Frosta im Trondheimsfjord. Auch die Grenzen zu Trondheim, Malvik und Stjørdal im Süden verlaufen in den umliegenden Fjorden.
Die südwestliche Landspitze der Frosta-Halbinsel ist Flachland. Im Nordosten schließen sich hügligere Waldgebiete an. Die Erhebung Storheia auf der Grenze zu Levanger stellt mit einer Höhe von 368,1 moh. den höchsten Punkt der Kommune Frosta dar. Im Inneren der Halbinseln befinden sich Seen wie das Liavatnet und das Hovdalsvatnet. Die Gesamtfläche der Kommune beträgt 76,32 km², wobei Binnengewässer zusammen 2,04 km² ausmachen.

## Einwohner
Die Einwohnerzahl ging ab den 1950er-Jahren lange Zeit zurück. Später konnte sie wieder Anstiege verzeichnen. Am dichtesten besiedelt ist der Südwesten der Halbinsel, wo die für die Landwirtschaft geeignetsten Bedingungen vorliegen. In der gesamten Gemeinde gibt es keine Tettsteder, also keine Ansiedlungen, die für statistische Zwecke als eine städtische Siedlung gewertet werden.
Die Einwohner der Kommune werden Frosting genannt. Frosta hat wie viele andere Kommunen der Provinz Trøndelag weder Nynorsk noch Bokmål als offizielle Sprachform, sondern ist in dieser Frage neutral.
| Jahr          | 1986 | 1990 | 1995 | 2000 | 2005 | 2010 | 2015 | 2020 | 2025 |
| ------------- | ---- | ---- | ---- | ---- | ---- | ---- | ---- | ---- | ---- |
| Einwohnerzahl | 2471 | 2503 | 2456 | 2430 | 2493 | 2495 | 2624 | 2627 | 2661 |

## Geschichte
Frosta wurde als einer der ersten Orte in Trøndelag dauerhaft besiedelt. Es gibt in der heutigen Kommune mehrere Hügelgräber und es wurden viele archäologische Funde gemacht. Am Liavatnet befindet sich die Ruine einer Wallburg, die vermutlich aus der Zeit der Merowinger stammt. Auf Tautra steht die Ruine des Klosters Tautra. In Evenhus im Südwesten von Frosta existieren Felsmalereien. Im Jahr 2003 wurde bei Fånes ein Wikingerhafen entdeckt. Auf dem Hof Logtun war die Thingstätte für das Frostating. Dort wurde unter anderem das Gesetz Frostathingslov beschlossen.
In Logtun steht die Logtun kirke. Das heutige Kirchgebäude wurde wohl um das Jahr 1500 erbaut. Gemäß des Frostathingslovs befand sich dort aber bereits gegen Ende des 12. Jahrhunderts eine Kirche. Die Logtun kirke wurde bis in die 1860er-Jahre genutzt. Anschließend begann das Gebäude zu verfallen. Von 1935 bis 1950 fand eine Restaurierung der Kirche statt. Die Frosta kirke wurde im Jahr 1866 fertiggestellt. Die Holzkirche hat einen kreuzförmigen Grundriss.
Bis zum 31. Dezember 2017 gehörte Frosta dem damaligen Fylke Nord-Trøndelag an. Dieses ging im Zuge der Regionalreform in Norwegen in das zum 1. Januar 2018 neu geschaffene Fylke Trøndelag über.

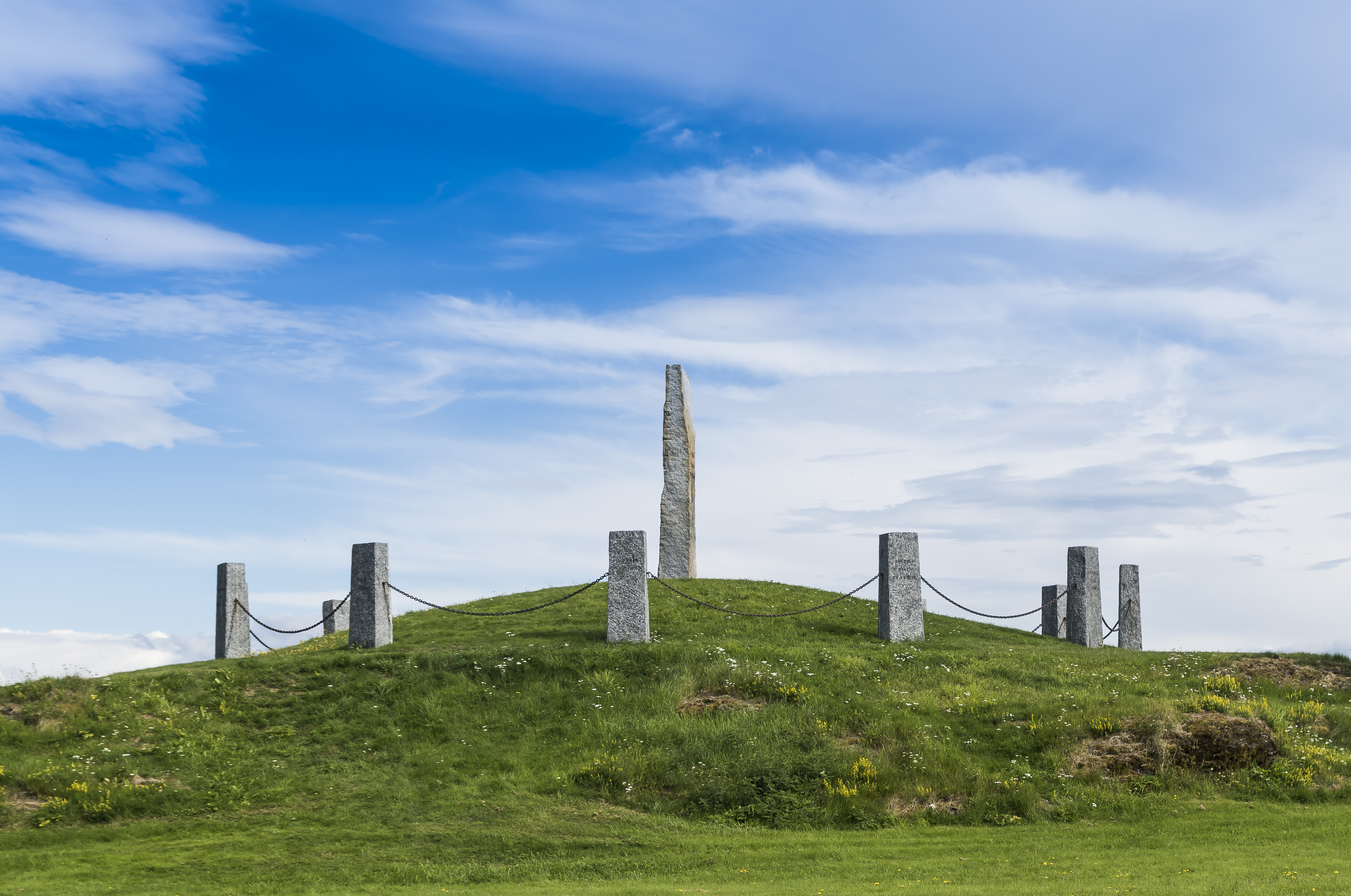
Gedenkstein für das Frostating
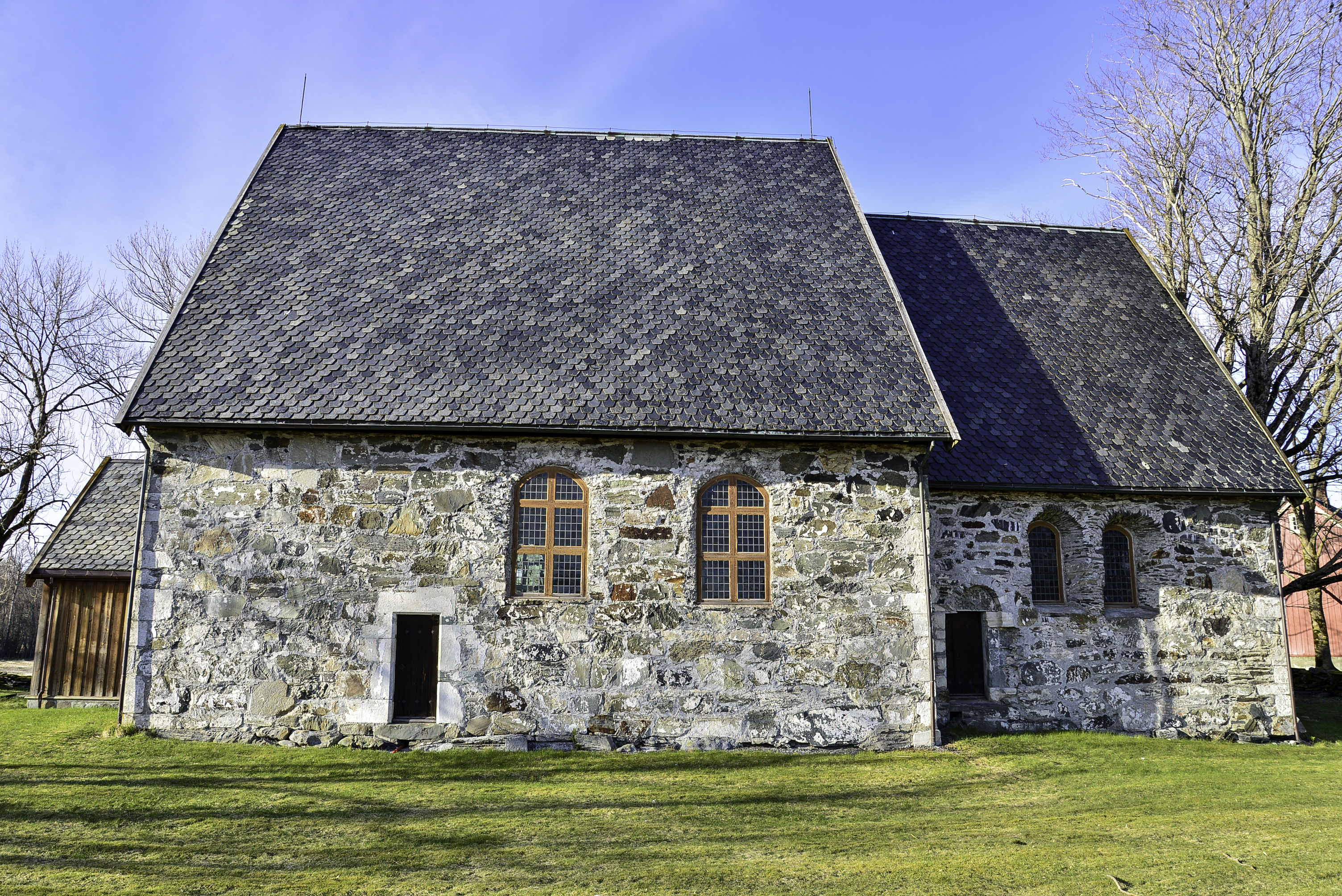
Logtun kirke
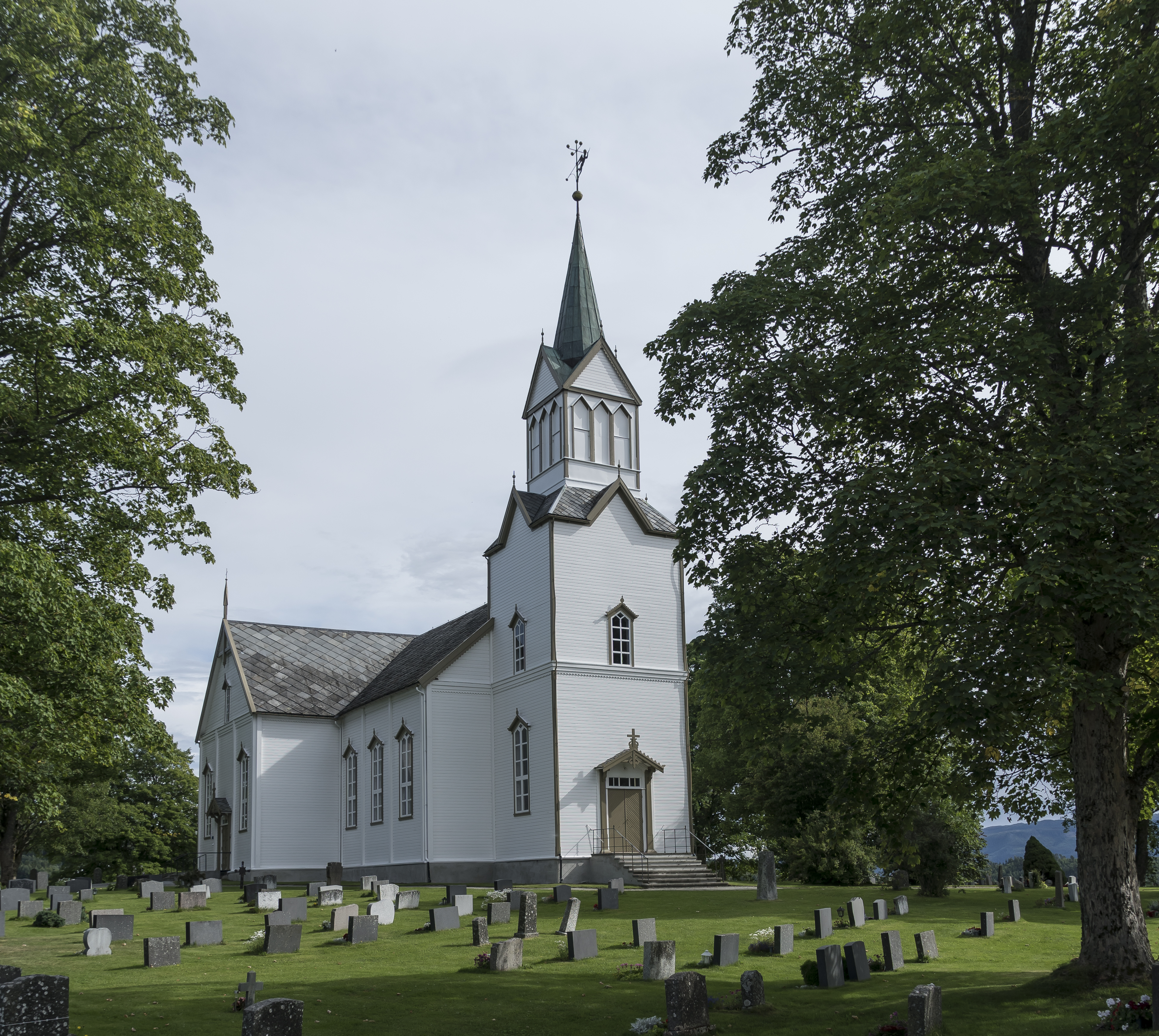
Frosta kirke

## Wirtschaft und Infrastruktur

### Verkehr

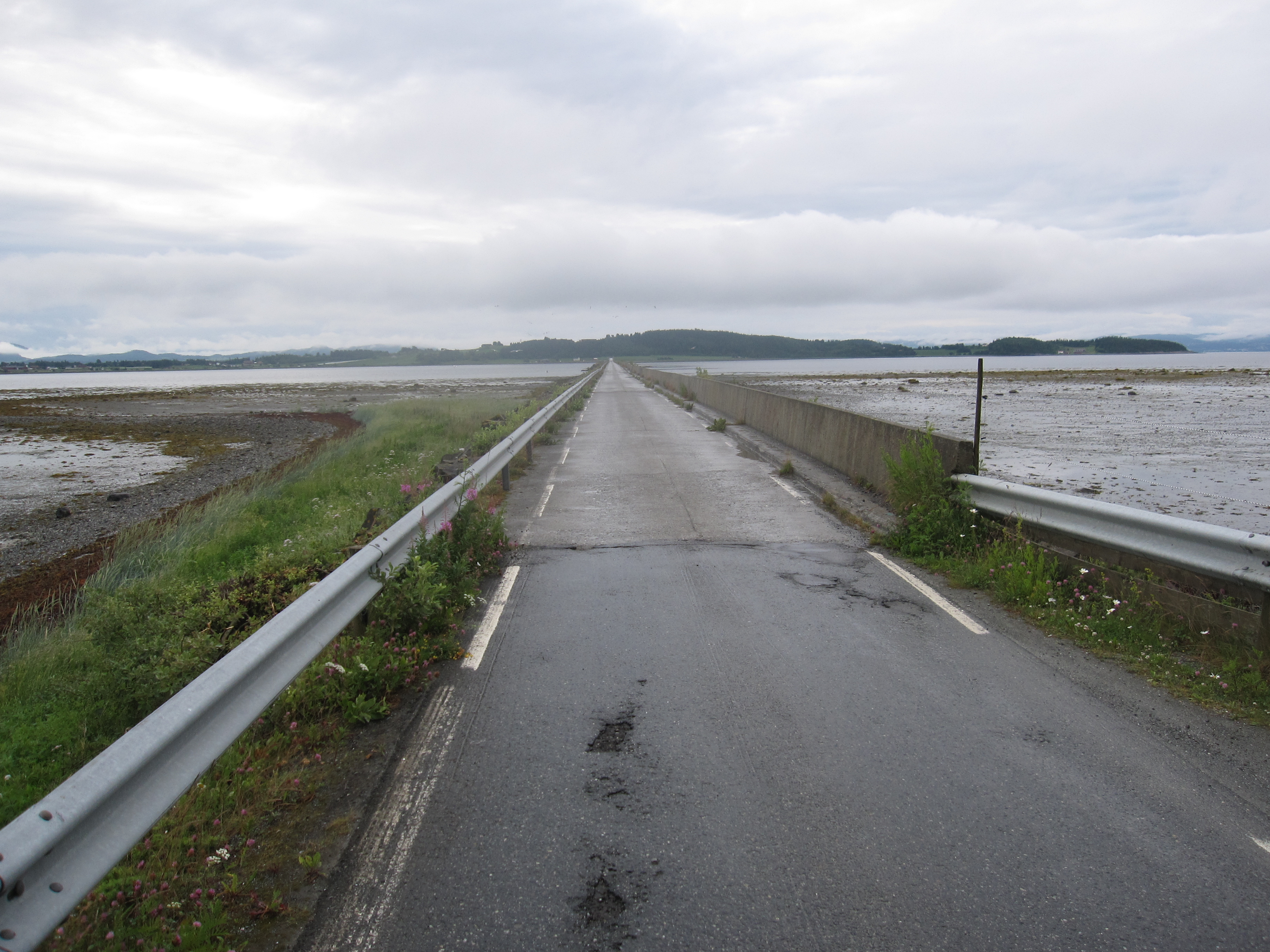
Blick von Tautra auf die Halbinsel Frosta

Der Fylkesvei 753 führt von Frosta in die östliche Nachbarkommune Levanger und stellt die Anbindung zur dort verlaufenden Europastraße 6 (E6) her. Die Insel Tautra ist mit einer Straße, die über einen Wellenbrecher führt, mit der Halbinsel Frosta verbunden.

### Wirtschaft
Für die lokale Wirtschaft ist die Landwirtschaft von größerer Bedeutung. Weit verbreitet ist der Anbau von Getreide und Kartoffeln sowie die Haltung von Schweinen. Das milde Klima ermöglicht zudem den Anbau von Gemüse und Beeren. Die Landwirtschaft bildet des Weiteren die Grundlage für die in Frosta ansässige Lebensmittelindustrie. Im Jahr 2021 arbeiteten von rund 1270 Arbeitstätigen etwa 770 in Frosta selbst. Jeweils über 100 Personen pendelten in die Kommunen Levanger und Trondheim.

## Persönlichkeiten
- Karin Ryen (* 1964), Handballspielerin
- Vidar Riseth (* 1972), Fußballspieler